# Tideman Huxer
Tidemann Huxer († nach 1420) war ein Kaufmann, Reeder und Bürgermeister der Rechtstadt Danzig von 1402 bis 1418.

## Leben
Tideman Huxer kam aus einer Kaufmannsfamilie aus Elbing, die möglicherweise aus Wismar in Mecklenburg stammte.
1382 wurde er als Kaufmann als Bürger von Danzig registriert.
1390 wurde er Ratsmitglied. Seit 1393 war er als Gesandter und Fehdehelfer der preußischen Städte im westlichen Hanseraum, besonders in Dänemark tätig. 1394 wurde er auch Richter in Danzig.
1402 wurde Tideman Huxer zu einem der vier Bürgermeister der Rechtstadt Danzig ernannt. 1405 wurde er als Vermittler für Klagefälle zwischen den preußischen Städten und England berufen. 1410 wurde er als einer der reichsten Reeder Danzigs bezeichnet. Seine Handelstätigkeit erstreckte sich bis in die Niederlande und möglicherweise Nordfrankreich.
1411 wurde Huxer mit den Bürgermeistern Conrad Letzkau und Arnold Hecht zu Gesprächen mit dem Ordenskomtur Heinrich von Plauen auf das Schloss in Danzig geladen. Auf dem Weg dorthin kehrte er jedoch wieder zurück. Die anderen Ratsmitglieder wurden dort getötet.
1416 wurde er beim Bürgeraufstand in Danzig kurzzeitig abgesetzt und sein Haus geplündert. Er kehrte danach in das Amt zurück, das er bis 1418 innehatte. Tideman Huxer verarmte in den letzten Lebensjahren. 1420 wurde er noch einmal als Gesandter der preußischen Städte in Dänemark erwähnt.
Sein Todesjahr ist unbekannt.
Tideman Huxer wurde in der Kartause Marienparadies, einem Kartäuserkloster bei Danzig, bestattet.

## Ehe und Nachkommen
Die Ehefrau ist nicht bekannt. Sie hatten als Kinder
- Albrecht Huxer (- 1456), Bürgermeister von Danzig
- Maria, verheiratet mit Heinz von Waldstein, Sohn des Hochmeisters Heinrich von Plauen